# Adolfo de Herrera y Chiesanova
Adolfo de Herrera y Chiesanova   (Cartagena, 10 de març de 1847 - Madrid, 10 de març de 1925) va ser un historiador i numismàtic espanyol.

## Biografia
Casat amb Magdalena Gil García, fundà la revista Cartagena Ilustrada el 1871. El 30 de juliol de 1883 fou nomenat membre corresponent de la Reial Acadèmia de la Història. Després de passar els seus primers anys a la seva ciutat natal, en la dècada de 1880 es va instal·lar a Madrid, residint també a la ciutat alacantina de Santa Pola. Va ser un dels impulsors de la creació de la Societat Espanyola d'Excursions, al costat de, entre d'altres, Enrique Serrano Fatigati el 1895 fundà la publicació Historia y Arte. i al març de 1901 va ser proposat com a membre de nombre de la Reial Acadèmia de la Història, en substitució de Víctor Balaguer i Cirera, prenent possessió del càrrec al desembre d'aquest mateix any. Entre la seva obra es troben els 56 volums de Medallas españolas, publicats entre 1899 i1910.